# Richardson River (Coronation Gulf)
Der Richardson River ist ein 163 km langer Zufluss des Coronation-Golfs im Territorium Nunavut im äußersten Norden Kanadas.

## Verlauf
Der Richardson River entspringt einem namenlosen 200 m hoch gelegenen See 127 km westlich von Kugluktuk. Er fließt in überwiegend östlicher Richtung. Er fließt dabei parallel zum Unterlauf des etwa 15 km weiter nördlich verlaufenden Rae River. Der Richardson River wendet sich kurz vor der Mündung nach Norden und ergießt sich schließlich etwa 30 km westlich von Kugluktuk in die Richardson Bay, etwa einen Kilometer südlich des Mündungstrichters des Rae River. Der Richardson River entwässert das Gebiet nördlich der Dismal Lakes.

## Namensgebung
Der Richardson River wurde zu Ehren des schottischen Polarforschers Sir John Richardson benannt.